# Главацкий, Фёдор Васильевич
Фёдор Васильевич Главацкий (1790—1853) — генерал-лейтенант русской императорской армии, директор Новгородского графа Аракчеева кадетского корпуса.

## Биография
Родился в 1790 году.
В 1807 году был выпущен из 2-го кадетского корпуса подпоручиком в артиллерию. Во время русско-турецкой войны был награждён орденом Св. Анны 4-й степени с надписью «За храбрость»; после ранения в сражении под Рущуком был вынужден оставить строевую службу. Продолжал службу сначала при 2-м кадетском корпусе, затем — при Павловском, где был батальонным командиром; 25 декабря 1833 года за выслугу лет получил орден Св. Георгия 4-й степени (№ 4799).
В 1840 году полковник Главацкий был назначен исполняющим обязанности директора Новгородского графа Аракчеева кадетского корпуса, в том же году, 6 декабря был произведён в генерал-майоры, утверждён в должности, которую занимал до своей смерти, наступившей в 1853 году.

## Награды
- орден Св. Анны 4-й ст. с надписью «За храбрость» (1810)
- орден Св. Владимира 4-й ст. (1827)
- орден Св. Георгия 4-й ст. (1833)
- орден Св. Станислава 2-й ст. (1837)
- орден Св. Владимира 3-й ст. (1843)
- орден Св. Станислава 1-й ст. (1846)
- орден Св. Анны 1-й ст. (1848)

## Семья
Первый раз женился 22 января 1830 года на дочери генерал-майора Софье Карловне Клингенберг. Их дети:
- Екатерина (09.03.1831—?)
- Михаил (09.09.1832—?)

Второй раз он женился 4 февраля 1838 года на вдове Александре Павловне Глебовой (1805—19.05.1893). Их дети:
- Мария (18.07.1839—27.08.1898)[3]; была замужем с 27 сентября 1859 года на Якове Александровиче Гарденине (25.07.1838—28.03.1902), внуке Якова Ивановича Гарденина (1770—1838) из воронежского рода Гардениных
- Елизавета (11.06.1840—?)
- Николай (1841 — не ранее 1896)